# Stazione di Ritornella
La stazione di Ritornella era una stazione ferroviaria, a fini essenzialmente di movimento, posta al km 4+451 della ferrovia Motta Sant'Anastasia-Regalbuto; fu definitivamente dismessa nel 1987.

## Storia
La stazione venne costruita durante la prima fase dei lavori di costruzione della linea e aperta all'esercizio nel 1932 contestualmente all'apertura della tratta. La stazione venne costruita in località distante dai centri abitati.
La definitiva dismissione della stazione è avvenuta con il decreto ministeriale DM 73/T del 15 aprile 1987 contestualmente a quella della linea.

## Strutture e impianti
L'edificio di stazione venne costruito a ovest della linea ferrata rispettando un'architettura standard per la linea; si componeva di un corpo centrale a 2 livelli e a quattro luci per facciata con edificio servizi laterale. Sullo stesso il magazzino merci con piano caricatore.
La stazione era presenziata da un assuntore in conseguenza dell'esercizio a Dirigenza Unica della linea; questi era anche incaricato dell'apertura e chiusura di tre passaggi a livello con barriere con comando a filo dalla stazione.
Il fascio binari comprendeva il primo binario, per arrivo e partenza e servizio viaggiatori, un secondo binario per incroci e precedenze a cui si raccordava un binario tronco per servizio merci fornito di sagoma limite.
La stazione era protetta da segnale semaforico di seconda categoria.

## Movimento
Il traffico viaggiatori in partenza e in arrivo dalla stazione era quasi inesistente, limitato a contadini e agricoltori. L'orario ferroviario in vigore 1975-1976 prevedeva due coppie di treni giornalieri, di categoria locale che vennero mantenuti fino alla chiusura della linea.